# Mahidevran
Mahidevran Hatun (osmanisch ماه دوران ‚Mond des Glücks‘ 1500–1581), auch bekannt als Gülbahar Hatun, (osmanisch کل بھار ‚Frühlingsrose‘) war eine Nebenfrau des osmanischen Sultans Süleyman des Prächtigen und die Mutter von Şehzade Mustafa, einem der aussichtsreichsten Thronfolger des Reiches. Sie wurde im Jahr 1500 in Tscherkessinen geboren und war vermutlich die Tochter von Prinz Mirza Bey Abdullah und dessen Ehefrau Nazan Begüm. Ihr Leben war von politischen Intrigen, Rivalitäten mit Hürrem Sultan und dem tragischen Ende ihres Sohnes am Osmanische Hofe geprägt.

## Titel und Status
Mahidevran war die Mutter von Şehzade Mustafa, dem ältesten überlebenden Sohn des regierenden Sultans. Sie hatte eine herausragende Stellung im Harem ihres Sohnes in Manisa inne. Während Hürrem Sultan die rechtmäßige Ehefrau von Süleyman wurde, behielt Mahidevran den Status der Mutter von Süleymans ältestem Sohn und wurde von einigen Diplomaten als Süleymans „erste Frau“ bezeichnet, obwohl sie nie verheiratet waren. Bis Hürrem den Titel „Sultan“ und später „Haseki Sultan“, einen neuen, für sie geschaffenen Titel, erhielt, trugen alle Gemahlinnen den einfachen Höflichkeitstitel Hatun, was „Dame, Frau“ bedeutet. Deshalb hatte Mahidevran in der Hierarchie des Harems nie den Titel einer Sultanin und wurde einfach Mahidevran Hatun genannt. Dennoch wird ihr in historischen Romanen oft fälschlicherweise der Titel Sultan gegeben.

## Leben mit Suleiman
Mahidevran war tscherkessischer Herkunft und zählte zu den siebzehn Frauen von Suleimans Harem, der Gouverneur von Manisa war. Im Harem gab es auch zwei Sklavinnen, Akile Hatun und Belkis Hatun, die Dienerinnen Mahidevrans waren. Diese beiden Frauen, die in einem der Mausoleen des Muradiye-Komplexes in Bursa, in der Nähe desselben von Mahidevran, begraben sind, werden manchmal als Mahidevrans ältere Schwestern angesehen, aber es ist wahrscheinlicher, dass es sich lediglich um Mädchen handelte, die mit ihr in den Harem verkauft wurden und in ihre Dienste traten, als Mahidevran zu einer Favoritin wurde. Mahidevran gebar 1515 ihr einziges Kind, Şehzade Mustafa, und ihr Status innerhalb des Harems stieg. Nach dem Tod von Sultan Selim I. im Jahr 1520 bestieg Suleiman den Thron. Nach seiner Thronbesteigung ließ sich Mahidevran im Alten Palast in Konstantinopel nieder.
Zu Beginn von Suleimans Regierungszeit traf Mahidevran auf eine neue Rivalin, Hürrem, die bald Suleimans Favoritin und später seine Frau wurde. Bernardo Navagero zeichnete auf, dass Suleiman Mahidevran zusammen mit Hürrem sehr schätzte. Seinem Bericht zufolge kam es infolge der erbitterten Rivalität zu einem Kampf zwischen den beiden Frauen, bei dem Mahidevran Hürrem besiegte, was Suleiman verärgerte. Sie war für ihren natürlichen Stolz und ihre Schönheit bekannt und hatte das Gefühl, dass sich jede Frau ihrer Autorität unterwerfen und sie als ihre Vorgesetzte anerkennen sollte, weil sie dem Sultan vor allen anderen gedient hatte.
Die Rivalität zwischen den beiden Frauen wurde teilweise von Hafsa Sultan, Suleimans Mutter, unterdrückt. Bis 1526 hatte Suleiman aufgehört, Mahidevran Aufmerksamkeit zu schenken, und widmete Hürrem seine ganze Zuneigung. Obwohl Suleiman und Hürrem eine engere Beziehung entwickelten, behielt Mahidevran als Mutter von Mustafa, dem ältesten überlebenden Sohn, eine privilegierte Stellung im Harem. Suleiman sorgte auch dafür, dass es ihr und ihrem Sohn Mustafa weiterhin gut ging. Pietro Bragadin, Botschafter in den ersten Jahren von Suleimans Herrschaft, berichtete, dass Mustafa, während beide noch im Kaiserpalast in Istanbul residierten, die „ganze Freude“ seiner Mutter sei.
Über Mahidevrans Aussehen ist nicht viel bekannt man weiß nur das sie lange braune haare hatte, grüne augen und sehr hübsch gewesen ist. In der Serie „Magnicifent Century“ wird Mahidevran als eine sehr charmante und elegenate Frau gezeigt die den Stil der damaligen Zeit gut widerspiegelt.

## Mustafas Gouverneursamt
Nach türkischer Tradition wurde von allen Prinzen erwartet, dass sie im Rahmen ihrer Ausbildung als Provinzgouverneure arbeiteten. Mustafa wurde 1533 nach Manisa geschickt und Mahidevran begleitete ihn. Der Überlieferung nach stand Mahidevran an der Spitze von Mustafas prinzlichen Harem. Bis zum Lebensende ihres Sohnes bemühte sie sich, Mustafa vor seinen politischen Rivalen zu schützen, und unterhielt dazu höchstwahrscheinlich ein Netzwerk von Informanten. Ausländische Beobachter der Osmanen, insbesondere die Botschafter der Venezianischen Republik, verfolgten die Politik der osmanischen Dynastie aufmerksam; Ihre Kommentare über Mahidevran geben Einblicke in die entscheidende Rolle, die die Mutter eines Prinzen spielt, und in ihre notwendige Hingabe an sein Wohlergehen.
Auch der Großwesir Makbul Ibrahim Pascha war ein starker Anhänger Mustafas. Die Korrespondenz zwischen dem Pascha sowie zwischen Mahidevran und Mustafa lässt auf eine enge und liebevolle Beziehung zwischen ihnen schließen. In ihrem Brief an den Pascha würdigt Mahidevran ausführlich die starke familiäre Bindung und betont die echte Freundschaft und fürsorgliche Unterstützung, die der Pascha gezeigt hat. Bassano beschrieb Mustafas Hof in Diyarbakır nahe der safawidischen Grenze und schrieb um 1540, dass der Prinz „einen wunderbaren und glorreichen Hof hatte, nicht geringer als der seines Vaters“ und dass „seine Mutter, die bei ihm war, ihn darin unterweist, wie er sich beim Volk beliebt machen kann.“ 1541 wurde Mustafa nach Amasya versetzt. Im Jahr 1546 befanden sich drei weitere Söhne Suleimans auf dem Feld, und der Wettbewerb um die Nachfolge begann unter den vier Fürsten, obwohl der Sultan noch zwanzig Jahre leben sollte.
Der Botschafter Bernado Navagero beschrieb in einem Bericht aus dem Jahr 1553 Mahidevrans Bemühungen, ihren Sohn zu schützen: „Mustafa hat seine Mutter bei sich, die große Sorgfalt anwendet, um ihn vor Vergiftungen zu schützen, und ihn jeden Tag daran erinnert, dass er nichts anderes als dies zu vermeiden hat, und es heißt, dass er grenzenlosen Respekt und Ehrfurcht vor ihr hat.“ Mustafa war ein äußerst beliebter Prinz. Als er ein Kind war, hatte der venezianische Botschafter berichtet, dass „er außergewöhnliches Talent hat, er wird ein Krieger sein, wird von den Janitscharen sehr geliebt und vollbringt große Taten.“ Im Jahr 1553 schrieb Navagero: „Es ist unmöglich zu beschreiben, wie sehr er als Thronfolger von allen geliebt und begehrt wird.“
Die Gerüchte und Spekulationen besagten, dass gegen Ende von Suleimans langer Herrschaft die Rivalität zwischen seinen Söhnen offensichtlich wurde und dass sowohl Hürrem als auch der Großwesir Rüstem Pascha ihn gegen Mustafa aufbrachten und Mustafa beschuldigt wurde, Unruhe verursacht zu haben. Es gibt jedoch keine Beweise für eine solche Verschwörung. Während des Feldzugs gegen Persien im Jahr 1553 befahl Suleiman die Hinrichtung von Mustafa unter dem Vorwurf, er habe geplant, ihn zu entthronen; seine Schuld an dem ihm vorgeworfenen Verrat konnte seitdem weder bewiesen noch widerlegt werden. Der Botschafter Trevisano berichtete 1554, dass Mahidevran am Tag der Hinrichtung Mustafas einen Boten geschickt hatte, der ihn vor den Plänen seines Vaters warnte, ihn zu töten. Leider ignorierte Mustafa die Nachricht; laut Trevisano weigerte er sich konsequent, die Warnungen seiner Freunde und sogar seiner Mutter zu beachten.

## Spätere Jahre und Tod
Nach der Hinrichtung ihres Sohnes führte Mahidevran mehrere Jahre lang ein unruhiges Leben. Sie zog nach Bursa, wo ihr Sohn Mustafa begraben wurde. Sie konnte die Miete für das Haus, in dem sie lebte, nicht bezahlen, und ihre Bediensteten wurden auf den örtlichen Märkten verspottet und betrogen. Um 1558, einige Jahre nach Mustafas Tod, empfahl Suleimans Jugendfreund Yahya Efendi, Mahidevran wieder im Palast willkommen zu heißen. Sie hatte Yahya gebeten, für sie einzutreten. Suleiman empfand Yahyas Bitte als unverschämt, was zu seiner Entlassung von seinem Lehramt führte. Als Selim II. 1566 den Thron bestieg, beglich er ihre Schulden und kaufte für sie ein Haus, wodurch sich Mahidevrans Situation verbesserte. Mahidevran war endlich finanziell abgesichert und verfügte über genügend Einkommen, um eine Stiftung für den Unterhalt des Grabes ihres Sohnes zu schaffen. Sie starb am 3. Februar 1581 in Bursa und wurde neben ihrem Sohn Mustafa beigesetzt.
In der modernen Populärkultur wird Mahidevran oft als tragische Figur dargestellt, insbesondere in der türkischen Fernsehserie Muhteşem Yüzyıl.